# Stefan Milev

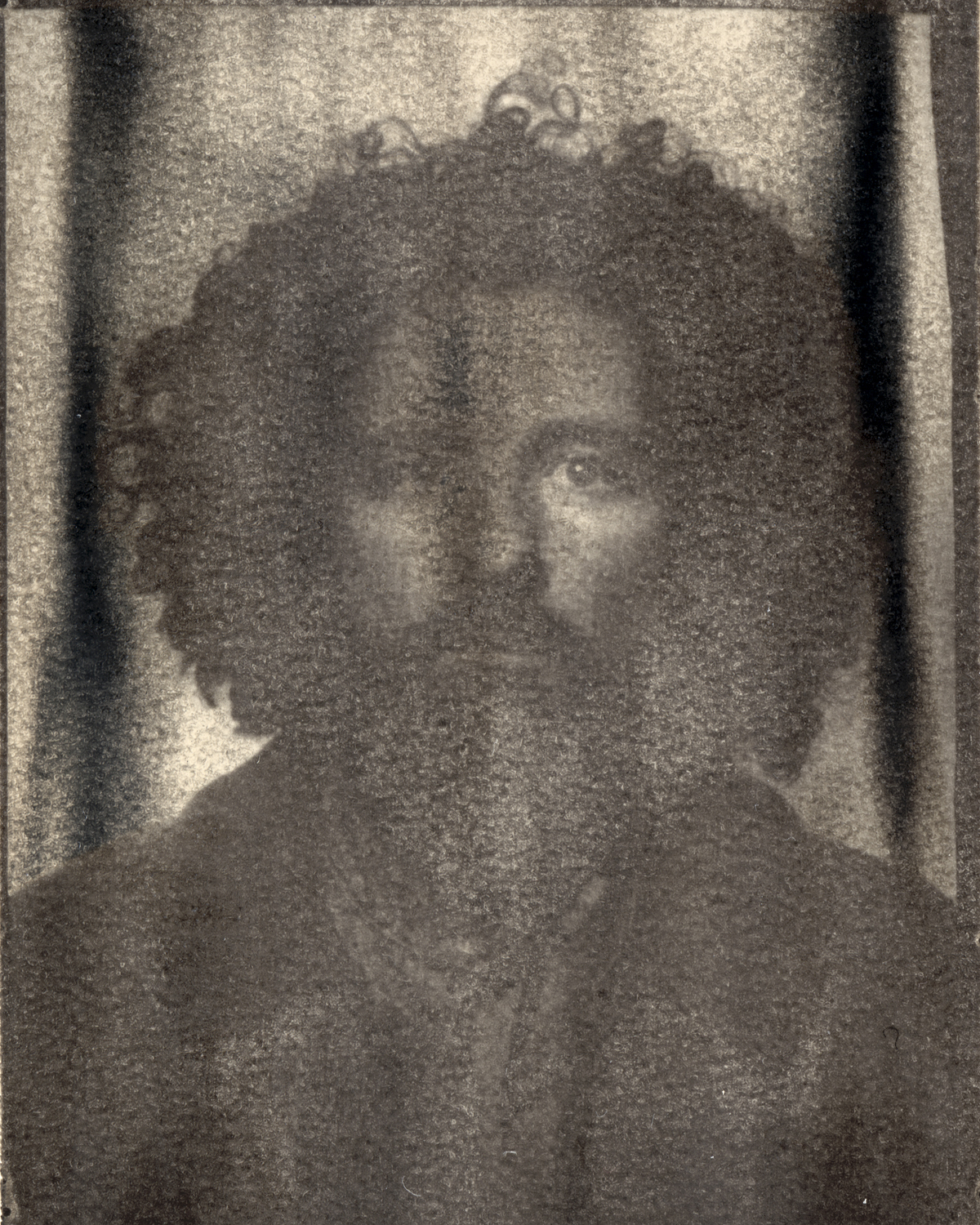
Stefan Milev - Selbstporträt im Palais de Tokyo, Paris 2010

Stefan Milev (* 9. Januar 1981 in Sofia) ist ein bulgarischer Fotokünstler und Pictorialist.

## Inspiration
Das Werk Stefan Milevs knüpft an der Schnittstelle der Moderne an, in welcher durch die Erfindung der Fotografie und die Auseinandersetzung mit dieser Technik, Künstler neue Darstellungsmöglichkeiten und Wege suchten und eröffneten. So kehren Motive und Darstellungsmöglichkeiten des Surrealismus, der Abstraktion, dem Expressionismus und dem Naturalismus, aber auch der frühen Fotografie und des Stummfilmkinos wieder. Trotz der sichtbaren Inspiration und den Referenzen auf kunsthistorische Vorbilder, handelt es sich bei den Arbeiten des Künstlers nicht um bloße Nachstellungen oder Nachahmungen. Vielmehr gelingt es Stefan Milev die Ästhetik aufzugreifen und auf aktuelle Bildthemen zu übertragen. Dabei wird die Bildsprache in ihrer Wirkungsweise verwandt, um Ebenen des Traumes, der Groteske und des Unterbewussten zu fokussieren. Dadurch sind den Werken auch zeitliche Ebenen eingeschrieben, welche Vergangenheit mit der Gegenwart verknüpfen und mit ihrem visionären Charakter Phantasien und Visionen anregen.
Oder, um mit den Worten des Künstlers zu schließen: „Mentale Freiheit ist die Luft, die ich atme. Generell bin ich beeinflusst vom Leben, ich empfinde mich als einen Beobachter und Visualisten der die Einfachheit und Zeit liebt.“

## Technik

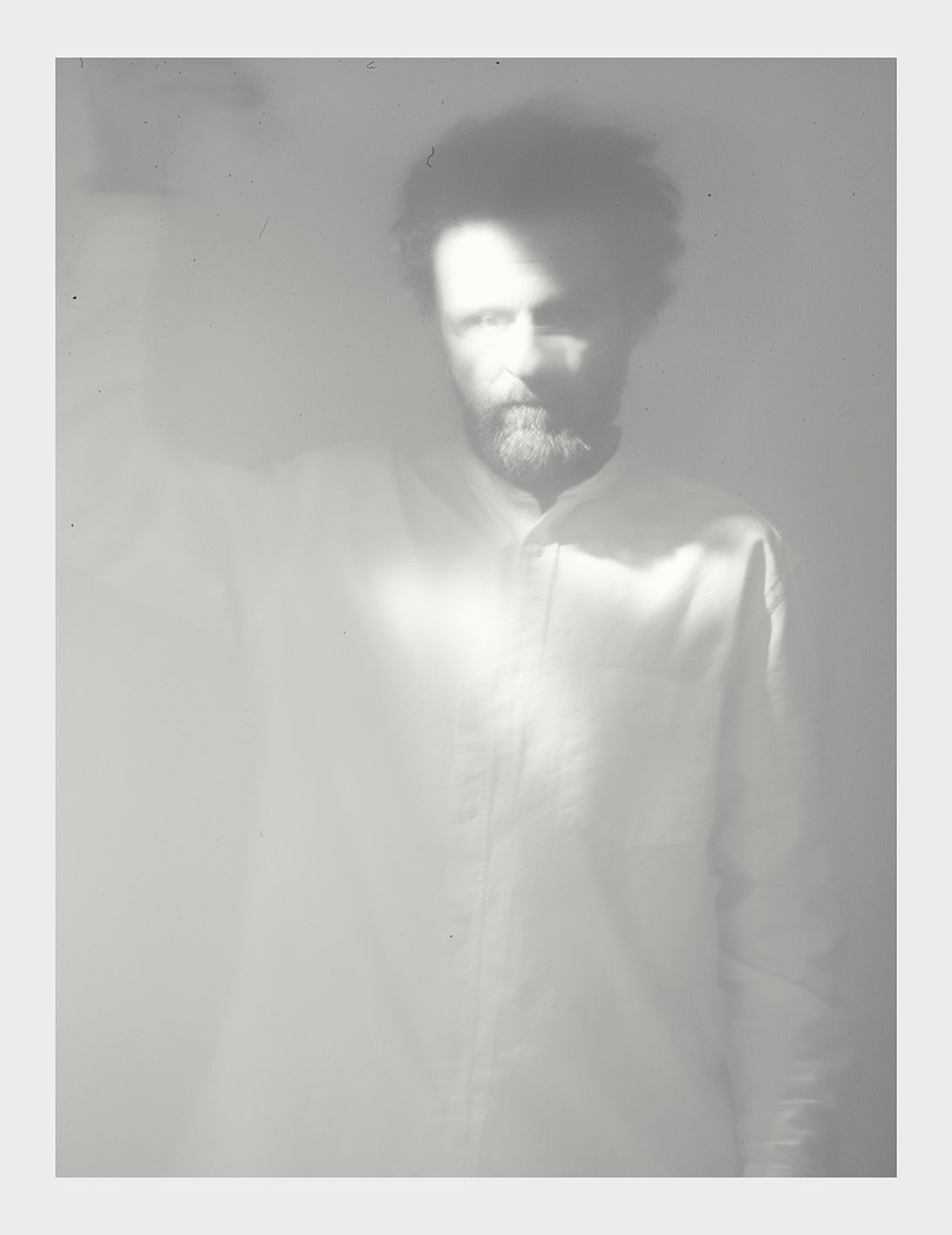
Stefan Milev, Selbstporträt 2020

Stefan Milev arbeitet gerne analog, wobei er bevorzugt schwarz-weiß arbeitet. Viele Werke entwickelt er selbst und dieses prozesshafte Arbeiten von der Bildidee über die Umsetzung bis zur Entstehung des Werkes verleiht den Fotografien eine Authentizität, die trotz hoher Stilisierung und Verfremdung den Betrachter direkt anspricht. Techniken der Doppelbelichtung, die den Eindruck des Verschmelzens von Bildebenen verleihen treten neben hart kontrastierte und scharf abgegrenzte Bildflächen. Auch das „Malen“ mit Licht im Bild unterstützt diese Ästhetik und ruft überraschende Effekte hervor und verleiht Stefan Milevs Bildern oft eine Aura des mystischen. Die Darstellungen besitzen einen subtilen Reiz, welcher den Betrachter gleichsam anzieht, bezaubert, aber auch beunruhigt. Es ist als blicke er in Ebenen und Seinszustände, die zwar existent sind, sich seiner Wahrnehmung aber im Versuch der Fokussierung entziehen.

## Werk
Im Fokus der Arbeiten steht die Darstellung des Menschen. Stefan Milev arbeitet intuitiv, mit dem Blick für den Moment und das Besondere. Personen, Gesichter und Gegenstände werden dabei in Formen übertragen und ihnen wird eine primär symbolische Bedeutung eingeschrieben. Thema ist das Individuum in seiner Vereinzelung, seinem Fühlen, Denken und Sein in der Welt. Wie auch die Bildsprache und die Ästhetisierung der Motive kommen hier als Kernmotiv der Moderne der Mensch und seine Stellung in der Welt, seine Bezüge zur Umgebung zum Ausdruck. Dabei ist der Fokus auf die Innenwelt, auf das Sein des Menschen gelegt, was in der surrealistischen Bildsprache, der traumhaften Atmosphäre sowie der gleichsam unwirklichen bzw. überwirklichen Aura offenbar wird. Oft ist es die Einzelfigur in Bezug zu ihrer Umgebung, oder der Ausschnitt eines Gesichtes, der in den Mittelpunkt gerückt wird. Durch die beschriebenen Techniken von Verwischen, Fokussieren, Abstraktion und Naturalismus rückt der Gegenstand gleichsam dem Betrachter nahe und entzieht sich im selben Moment dem Greifbaren.

## Deutung
Durch das Abgrenzen und Gegeneinandersetzen von Flächen, ihre klare Konturierung oder das Verschwimmen entstehen Werke, die in ihrer Komposition manchmal beinahe abstrakt wirken beziehungsweise in Form des Bildaufbaus und des Linienverlaufs an Gemälde erinnern. So werden Ebenen und Ausschnitte neben einander gesetzt, Gesichtern und Formen werden durch Kontraste akzentuiert. Entsprechend versteht auch der Künstler seine Bilder als piktorale Fotografie, in welcher die Umsetzung und Weiterentwicklung des klassischen Verständnisses von Malerei übernommen, weiterentwickelt und zum Teil gebrochen wird.
Dem Künstler eigen ist der intuitive Blick auf Zuständigkeiten und ästhetische Wirkungsweisen. In ihrer Stilisierung sowie der schwarz-weißen Ästhetik wirken viele Bilder in die Ferne gerückt und entziehen sich dem direkt greifbaren. Ebenen des Unterbewussten und des Traumes treten hier hervor. Es scheint, als mache Stefan Milev Prozesse und Gegenstände sichtbar, die existent sind, aber im Unterbewussten verborgen sind und so greifbar werden.

## Ausstellungen
- 2011: 9. Festival International de la Photographie de Mode, Cannes[4]
- 2011: Leica Camera AG - COZY UP!, Berlin[5]
- 2011: Dig The New Breed at Rankin’s Annroy Gallery - Stefan Milev Circovska Horse, London[6]
- 2012: Mythologies - Rivington Design House, New York
- 2012: Rétrospective – 10. Festival International de la Photographie de Mode, Cannes
- 2012: 8x10s by Impossible at NYC Project Space, New York[7]
- 2012: Vulnerabsurdisme, Galerie Joyce, Paris
- 2013: 67 - 8x10 Polaroids, Door Studios, Paris
- 2013: Somewhen in Sofia, Gallery Synthesis.[8] Sofia
- 2014: Fotosommer - Fumes and Perfumes, Stuttgart
- 2015: Sounds of Black[9] Kronprinzenpalais, Berlin
- 2015: Process! Episode One: Ambrotypes - Carol Christian Poell, Samsa G. Tuchwaren[10], München
- 2015: Fluorescent Blues, Palais de Tokyo, Paris
- 2016: As Unseen as Seen, Palais de Tokyo, Paris
- 2016: Rays of Sensual Poetry, Palais de Tokyo, Paris
- 2016: Von Angesicht zu Angesicht, Schwerpunkt-Galerie, Stuttgart
- 2017: Blau hält die Erinnerungen wach, Palais de Tokyo, Paris
- 2017: Die Geliebten des Windes, Galerie Cankova, Berlin
- 2018: Sam Tho Duong, Nationaal Museum van Wereldculturen - Volkenkunde, Leiden
- 2018: Der Vogel Transformation N.IX #SMPH, Center of Contemporary Art, Rom
- 2018: Photo London, Somerset House, London
- 2019: Design meets Art Nr.2 - „Licht im Raum“, Düsseldorf
- 2022: "Am See" - Strike A Pose, K21, Düsseldorf
- 2022: Paris Photo, The Opéra - Anniversary Issue, Paris
- 2024: Equilibrium - ONE Gallery, Sofia[11]
- 2024:  Peculiar Mythology curated by Amine Amharech - 229 LAB, Paris
- 2024: “Encyclopedia 24”[12] - Muma Gallery, Hamburg